# Singelgracht (Amsterdam)
De Singelgracht is de waterweg die het gehele Amsterdamse Centrum begrenst en langs de Nassaukade, Stadhouderskade en Mauritskade stroomt.
Na de vierde uitleg van de grachtengordel rond 1660 werd de buitensingel – met de stadswallen die de verdedigingswerken vormden – de begrenzing van de stad. In deze wallen lagen bolwerken waarop molens geplaatst waren. Daardoor had de gracht een bochtig verloop. Evenwijdig aan de Singelgracht, aan de binnenzijde van de wallen lag de Lijnbaansgracht, genoemd naar de lijnbanen die daar lagen. Een deel van de bolwerken werd geslecht en de gracht werd daar rechtgetrokken. Op enkele plaatsen is het oude bochtige verloop nog te herkennen. Van de molens op de bolwerken zijn er nog twee overgebleven, beide verplaatst naar een nieuwe locatie: De Gooyer bij de Zeeburgerstraat in Amsterdam-Oost en De Bloem aan de Haarlemmerweg.
Twee eeuwen lang had Amsterdam een kenmerkende halvemaanvormige plattegrond. In het laatste kwart van de 19e eeuw breidde Amsterdam zich buiten de Singelgracht uit. De wallen werden geslecht; hier kwamen Marnixstraat, Weteringschans en Sarphatistraat te liggen.
Het gedeelte van de Singelgracht tussen het Westerkanaal en de Rotterdammerbrug maakt deel uit van de scheepvaartverbinding (staandemastroute en nachtkonvooi) tussen het IJ / Westerkanaal en de Kattensloot / Kostverlorenvaart, met daarin beweegbare bruggen aan weerszijden van de Willemspoort. De overige bruggen over de Singelgracht zijn vaste bruggen.

## Fotogalerij

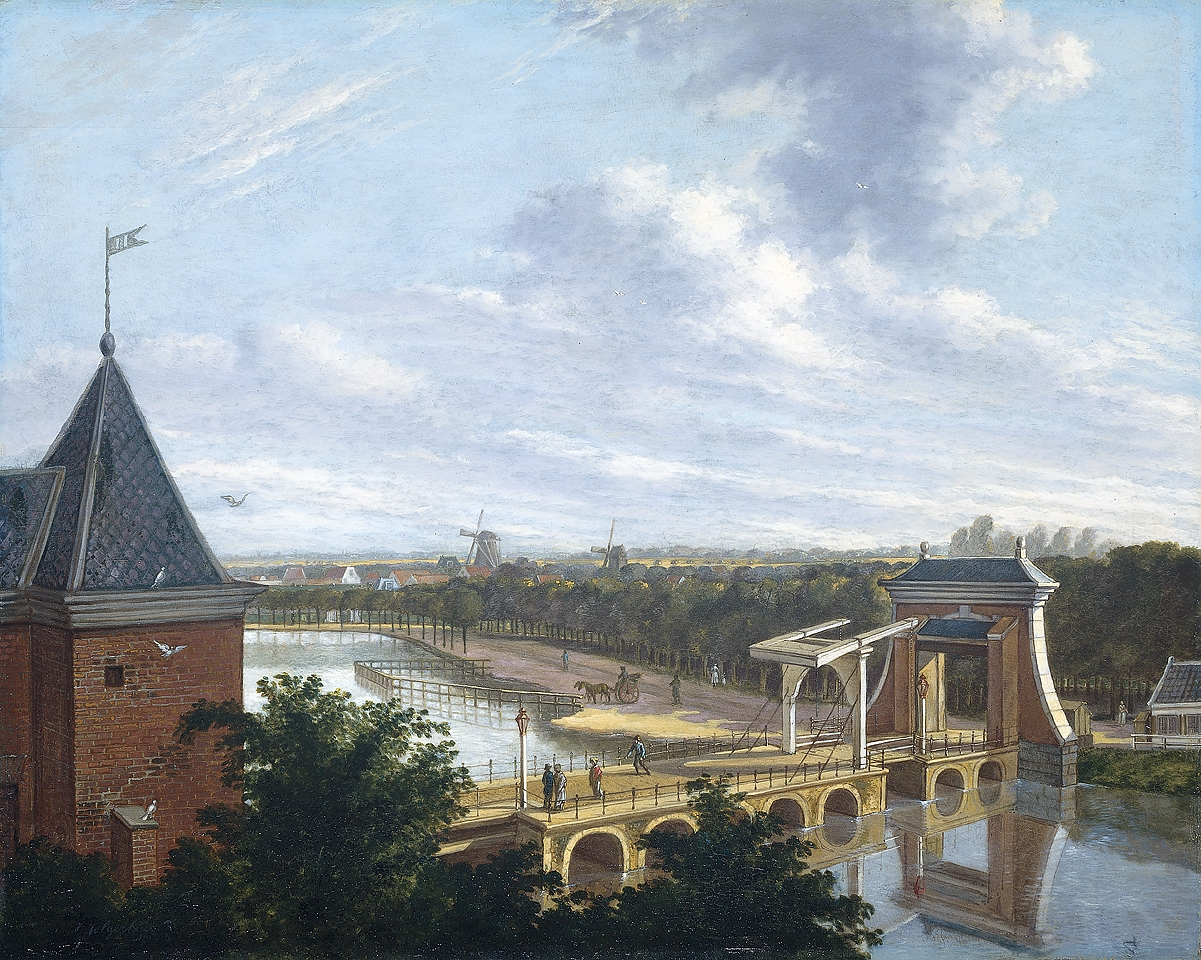
Schilderij uit 1816 van de hand van Johannes Jelgerhuis, met daarop de Singelgracht bij de Leidsepoort.
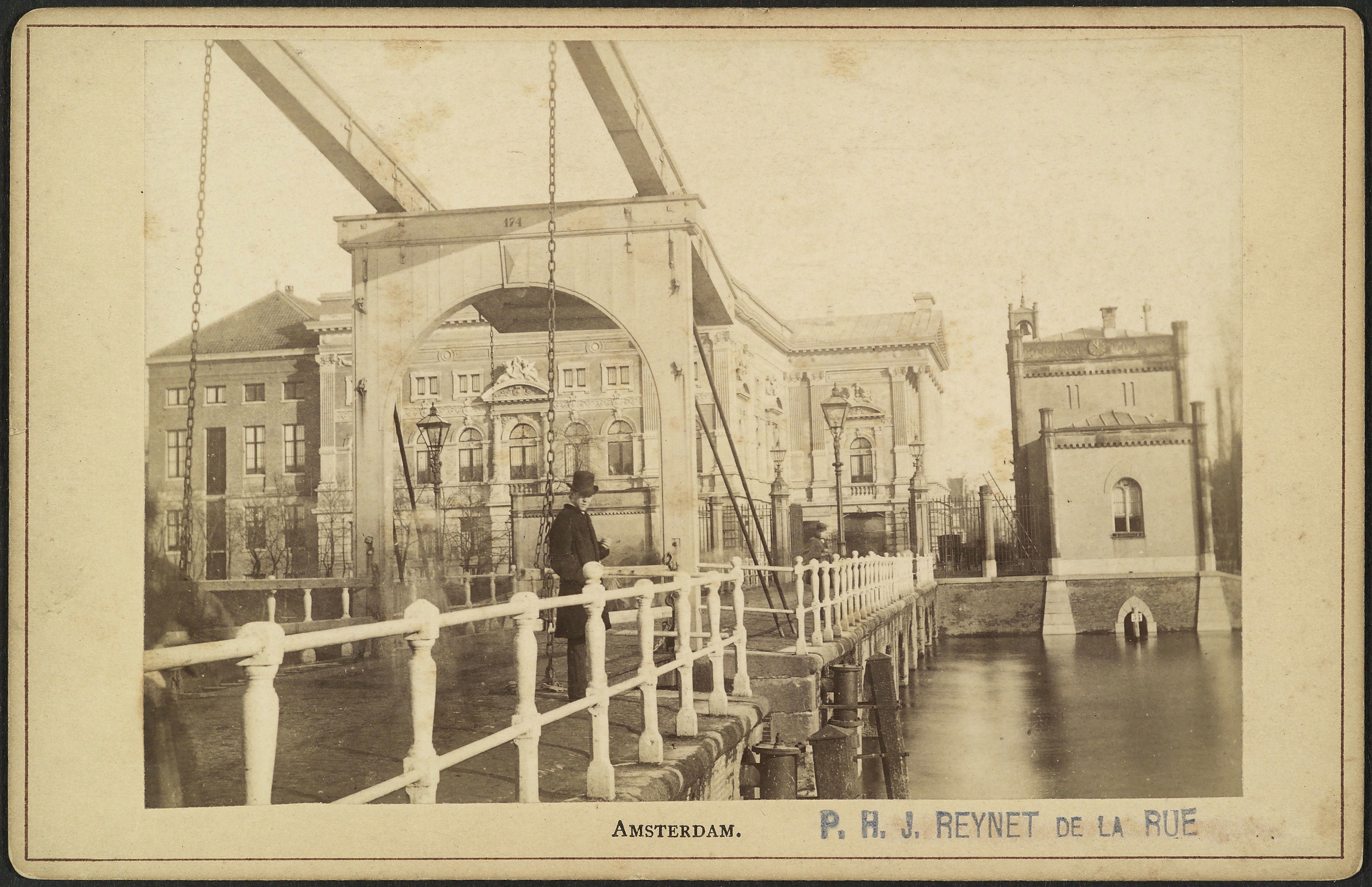
Ophaalbrug over de Singelgracht bij het Leidseboschje met op de achtergrond de oude Stadsschouwburg.
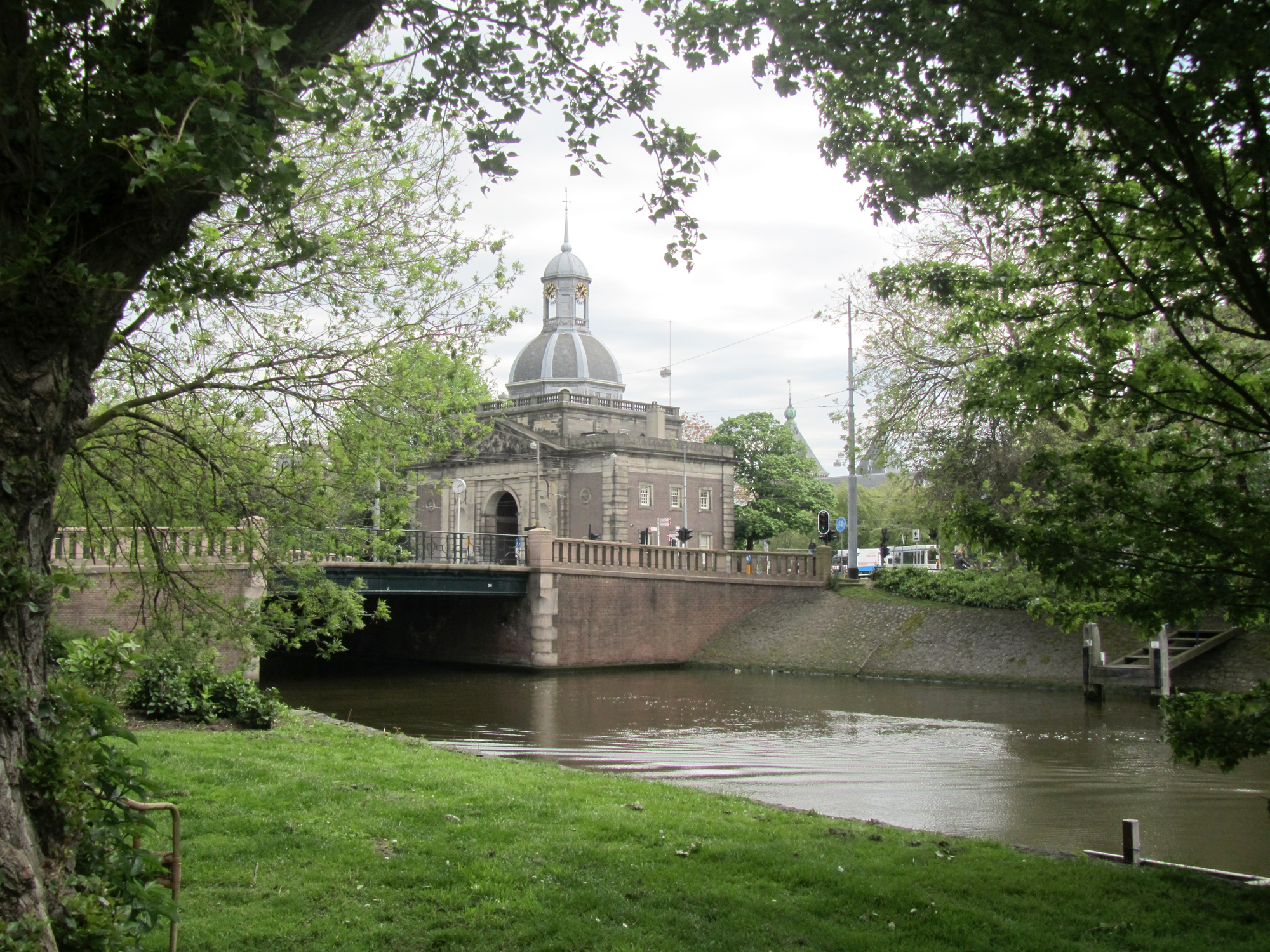
De Muiderpoort gezien vanaf de Singelgracht.
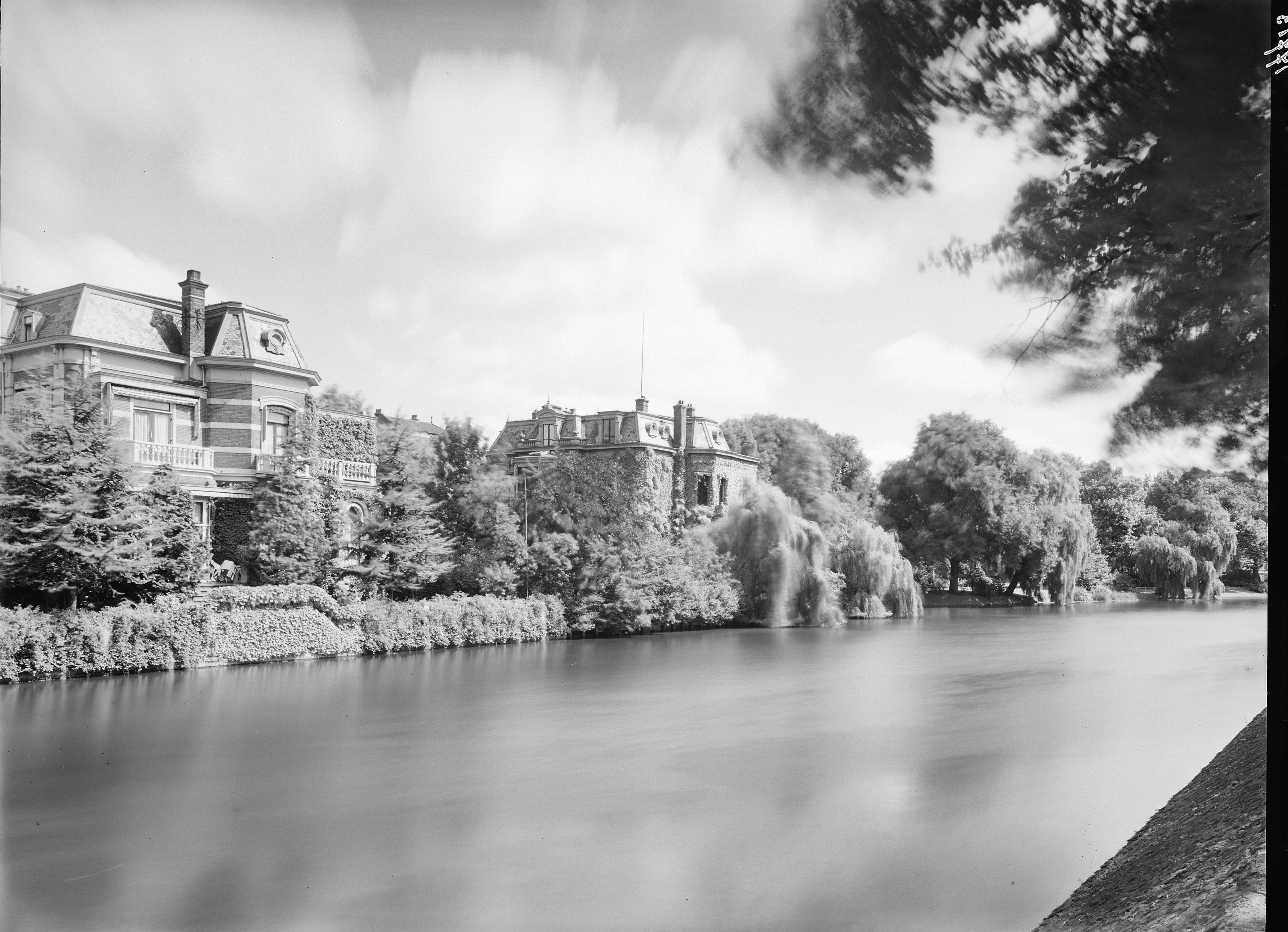
Tegenover het Rijksmuseum stonden tot in de jaren zestig villa's langs de Singelgracht. Hier staan nu het 'Peper en Zoutstel'.
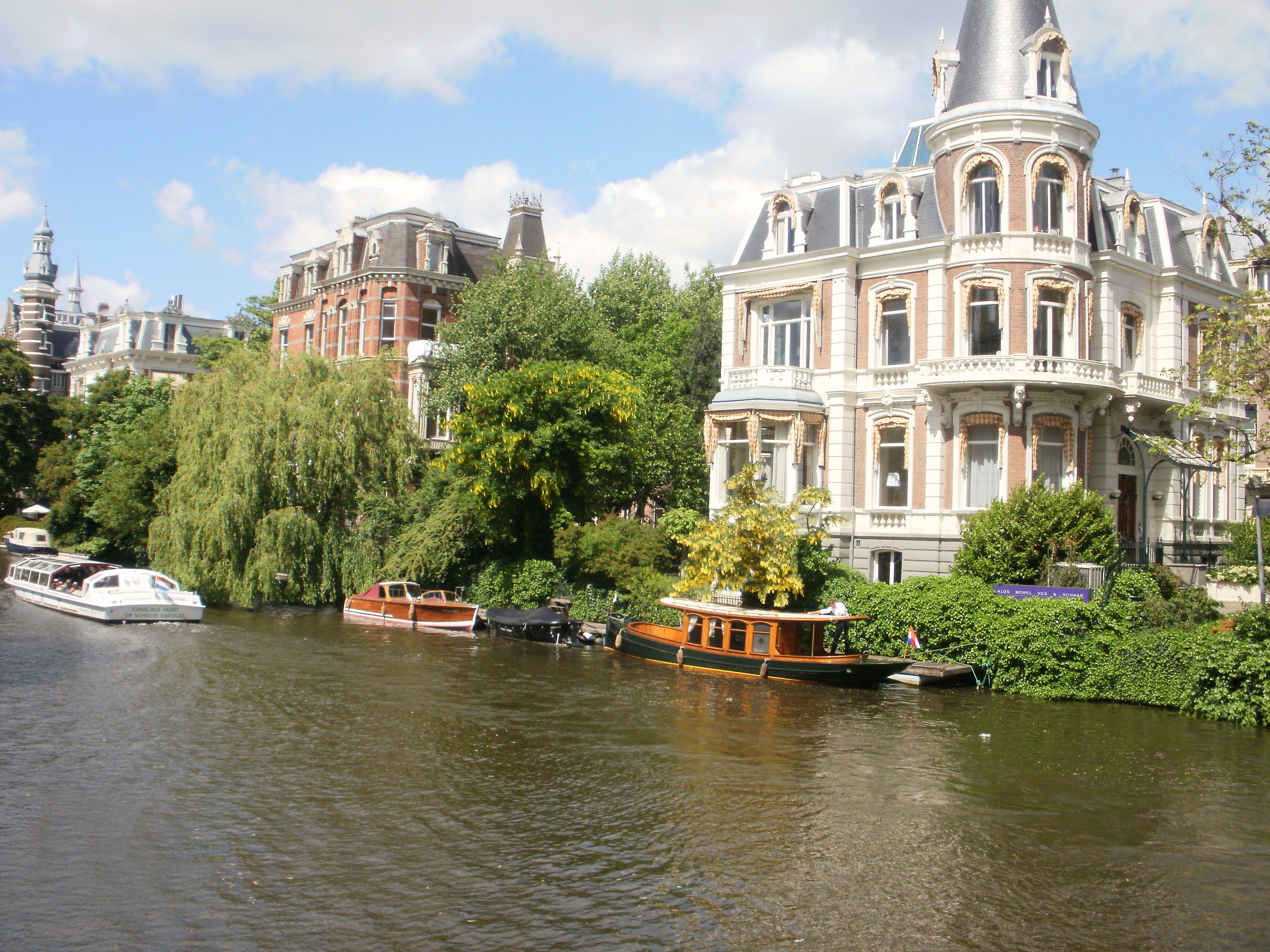
Villa's uit het einde van de 19e eeuw tussen Weteringschans en Singelgracht, tegenover het Rijksmuseum.
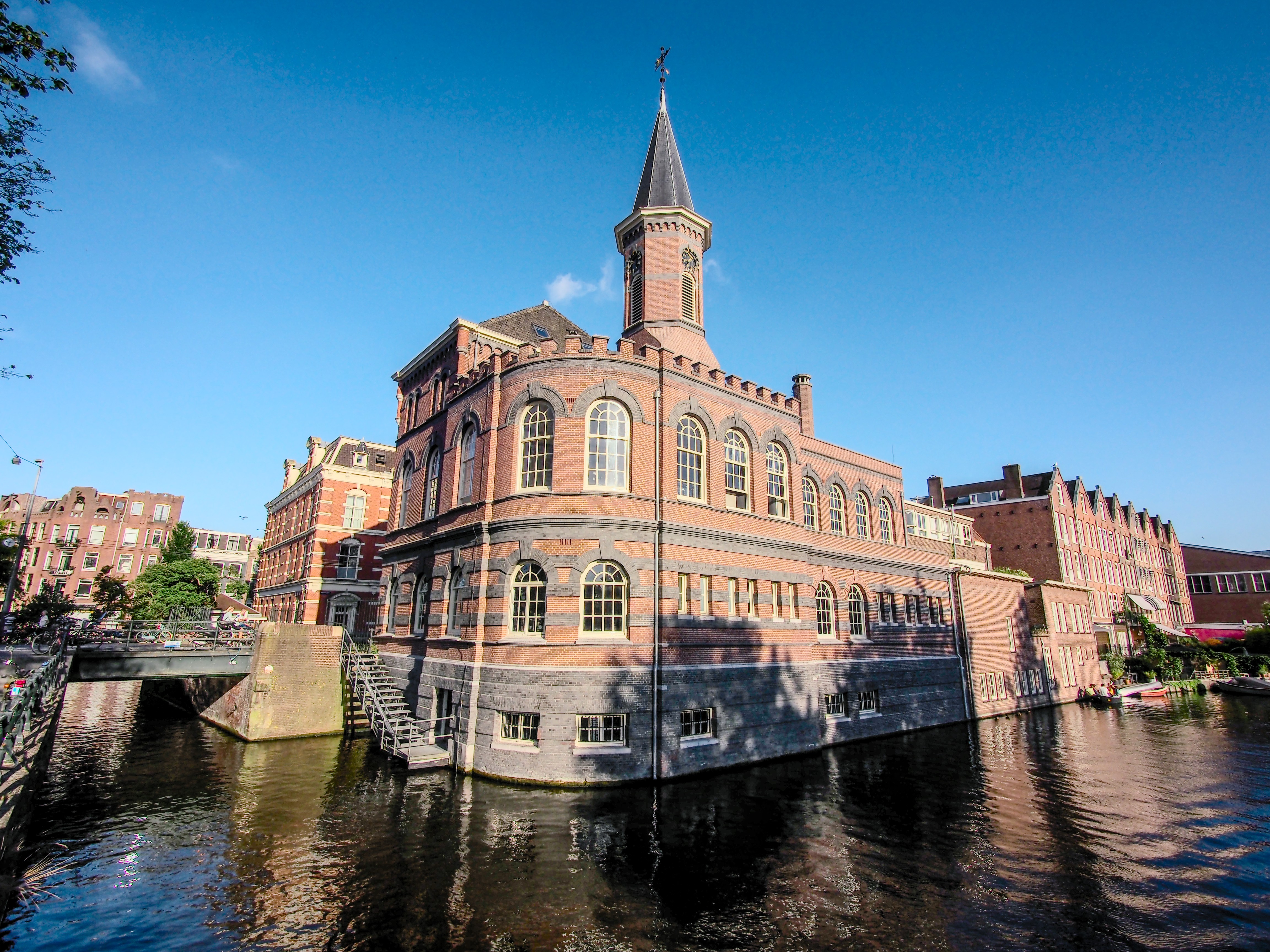
Politiebureau Raampoort aan de Singelgracht.
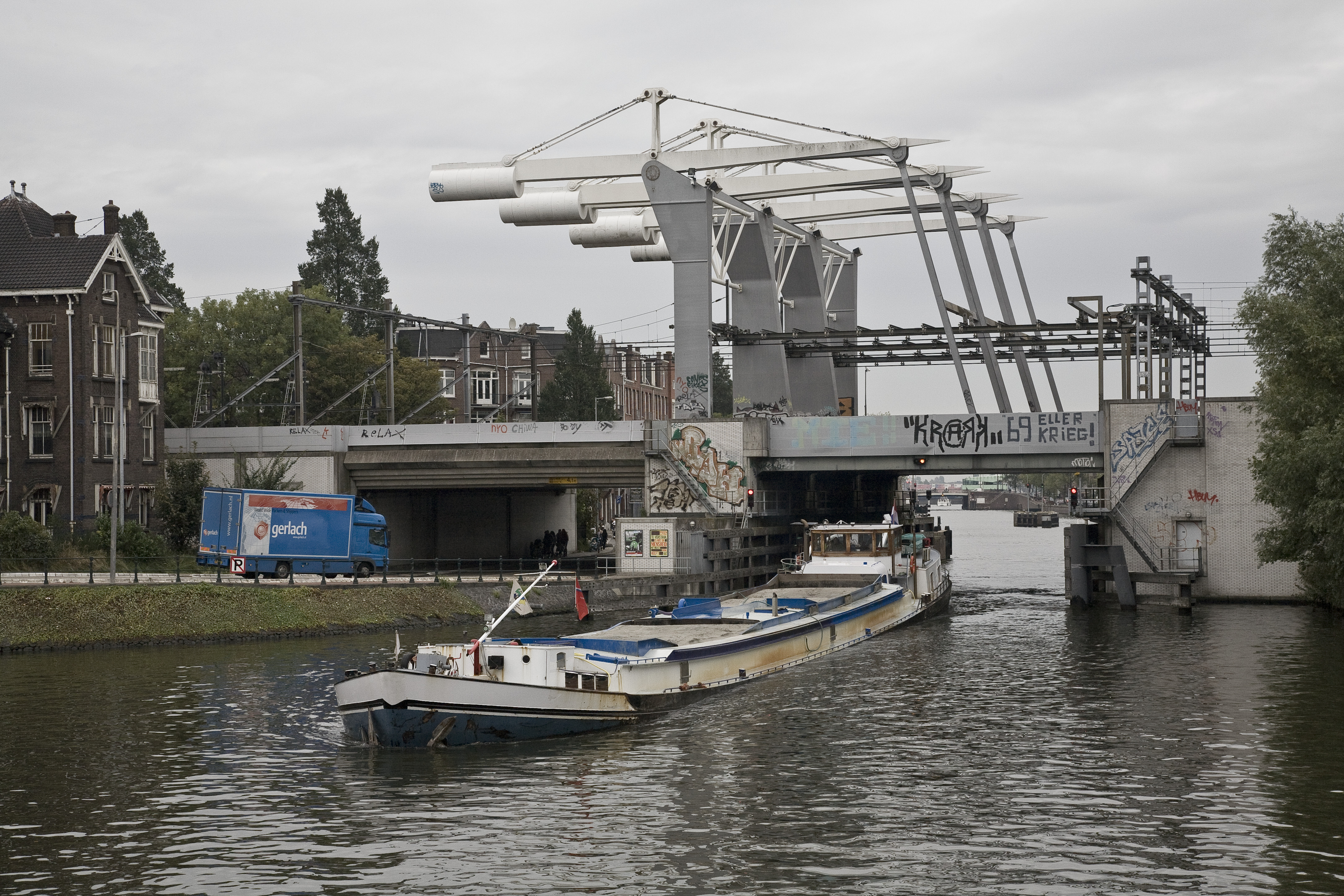
De Spoorbruggen tussen Centraal Station en Sloterdijk over de Singelgracht (foto, 2009).
De Singelgracht langs de Nicolaas Witsenkade, gezien vanaf brug 248 aan het Westeinde (foto, 2023)

## Verwarring met de 'Singel'
De Amsterdamse Singelgracht wordt vaak verward met de Singel.
- De gracht die Singel heet, vormt evenwijdig aan de Herengracht de begrenzing van de middeleeuwse binnenstad.
- De 'Singelgracht' is de waterweg die het gehele Centrum begrenst. De naam duidt alleen de gracht aan, niet de aanliggende bebouwde kades. Mede daarom is de naam minder bekend dan die van andere grachten. Aan de buitenzijde van de gracht liggen de Nassaukade (west), Stadhouderskade (zuid) en Mauritskade (oost); aan de centrumzijde de Marnixkade, Leidsekade, Nicolaas Witsenkade, Sarphatikade, Huddekade, Spinozastraat en Alexanderkade.